# 骨は語る 徳川将軍・大名家の人びと
『骨は語る　徳川将軍・大名家の人びと』（ほねはかたる　とくがわしょうぐん・だいみょうけのひとびと）は、医学博士であり人類学者である日本人・鈴木尚の著作の一つ。東京大学教授として長年、人骨の研究を専門に行ってきた鈴木が、日本の江戸時代において上層階層であった将軍家および大名家の人々の生活等を、骨格の調査を通じて形質人類学の面から語ったものである。

## 概要
1958年（昭和33年）から60年（昭和35年）にかけて行われた増上寺の徳川将軍家墓所の改葬に伴う発掘調査の記録を中心に、鈴木自身が調査に関わった、大名家の墓所の改葬に伴う発掘調査をまとめたものである。1985年（昭和60年）に、東京大学出版会から出版された。将軍や大名、及び、その正室・側室などの人々の頭蓋骨とその簡略な復顔図が添付され、解説されているだけでなく、関連する歴史に関する記述もある。
同書によれば、確認された将軍たちの身長はほとんど160cm以下と江戸時代の庶民の平均に近いが（江戸時代の成人男子の平均身長はおよそ159cm。※比較資料：1 E0 m）、もっとも古い2代・秀忠が骨格・筋肉が発達し、いまだ戦国武将としての特徴をよくそなえていたのに比べて、江戸時代中期の6代・家宣以降は体格も貧弱になり、特に江戸時代後期の12代・家慶や14代・家茂に至っては顔が面長になり、下顎骨の発達が極めて弱く歯の磨耗がほとんど無くなるなど、貴族的な形質が強く現れるようになっているという。これは最高の上流階級の人々の特権として、ほとんど咀嚼する必要の無い柔らかく調理された食事を摂っていたためで、「超現代的」形質（庶民レベルでは現代を超えて未来に到達するであろうと推測される特性に進捗した形質）と言えるものである。これは将軍のみならず、同じような食生活を送っていた諸大名にも共通すると本書で述べられている。

## 本書にて解説される主要人物
人物の表記順序は、地位的位置づけではなく存命時期に基づく（西暦表記）。

### 徳川将軍家
- 崇源院 ：秀忠正室、家光生母。1573-1626年。
- 徳川秀忠 ：2代将軍。1579-1632年。
- 桂昌院 ：家光側室、綱吉生母。1627-1705年。
- 徳川家宣 ：6代将軍。1662-1712年。
- 天英院（近衛熙子） ：家宣正室。1666-1741年。
- 月光院 ：家宣側室、家継生母。1685-1752年。
- 徳川家継 ：7代将軍。1709-1716年。
- 徳川家重 ：9代将軍。1712–1761年。
- 徳川家慶 ：12代将軍。1793–1853年。
- 徳川家茂 ：14代将軍。1846-1866年。
- 静寛院（和宮親子内親王） ：家茂正室。1846-1877年。

### 尾張徳川家
- 徳川慶勝 ：尾張藩14代・17代藩主。1824-1883年。
- 徳川義宜 ：尾張藩16代藩主。1858-1875年。

### 伊達家
- 伊達政宗 ：仙台藩初代藩主。1567-1636年。　※身長 (1.594m) の比較資料：1 E0 m。
- 伊達忠宗 ：仙台藩2代藩主、政宗嫡子。1600-1658年。
- 伊達綱宗 ：仙台藩3代藩主、忠宗嫡子。1640-1711年。

### 水野家
- 水野忠成 ：沼津藩2代藩主。徳川家斉の寵臣。1763-1834年。

## 書誌情報
- 鈴木尚『骨は語る 徳川将軍・大名家の人びと』東京大学出版会、1985年12月。ISBN 978-4-13-061074-2。